# Lars Hedman (journalist)
Lars Hedman, född den 14 januari 1953 i Uleåborg, är en finlandssvensk journalist. 2008-2011 var han chefredaktör för Österbottens Tidning och var innan dess chefredaktör för Jakobstads Tidning.